# Tre Whyte
Tre Whyte, né le 20 octobre 1993 à Peckham, est un coureur cycliste britannique, spécialiste du BMX.

## Biographie
En 2014, Tre Whyte remporte le bronze aux championnats du monde de BMX 2014, après avoir dû autofinancer sa participation en raison de sa non sélection par la Fédération britannique. 
Il n'a pas été sélectionné pour les championnats du monde 2016, bien qu'il soit le champion national en titte et n'a pas pu financer lui-même sa participation en raison de changements de règles,. Le 27 avril, il est également au centre d'une controverse sur sa non-sélection par le manager Shane Sutton pour une manche de Coupe du monde,. Sutton démissionne plus tard dans la journée,. 
Tre Whyte prend sa retraite de la compétition en 2020. Son frère Kye  (né en 1999) est également coureur de BMX professionnel.

## Palmarès

### Championnats du monde
- Rotterdam 2014
  -  Médaillé de bronze du BMX

### Coupe du monde
- 2013 : 49e du classement général
- 2014 : 32e du classement général
- 2015 : 38e du classement général
- 2016 : 17e du classement général
- 2017 : 33e du classement général
- 2018 : 48e du classement général
- 2019 : 58e du classement général
- 2020 : 81e du classement général

### Championnats de Grande-Bretagne
- 2015
  -  Champion de Grande-Bretagne de BMX